# Eptafluorotantalato di potassio
L'eptafluorotantalato di potassio è un composto inorganico con formula K2[TaF7]. È il sale di potassio dell'anione eptafluorotantalato [TaF7]2-. Questo solido bianco solubile in acqua è un intermedio nella purificazione del tantalio dai suoi minerali ed è il precursore del metallo.

## Preparazione

### Industriale
L'eptafluorotantalato di potassio è un intermedio nella produzione industriale del tantalio metallico. La sua produzione prevede la lisciviazione di minerali di tantalio, come columbite e tantalite, con acido fluoridrico e acido solforico per produrre l'idrogeno pentafluorotantalato solubile in acqua.
{\displaystyle {\ce {Ta2O5 \ + \ 14HF -> 2H2[TaF7] \ + \ 5H2O}}}
Questa soluzione viene sottoposta a una serie di passaggi di estrazione liquido-liquido per rimuovere le impurità metalliche (soprattutto niobio) prima di essere trattata con fluoruro di potassio per produrre K2[TaF7]:
{\displaystyle {\ce {H2[TaF7] \ + \ 2KF -> K2[TaF7] \ +\ 2HF}}}

## In laboratorio
L'acido fluoridrico è sia corrosivo che tossico, caratteristiche che lo rendono poco attraente come sostanza con cui lavorare; per questo motivo sono stati sviluppati processi alternativi per sintesi su piccola scala. L'eptafluorotantalato di potassio può essere prodotto sia con metodo anidro che umido. Il metodo anidro prevede la reazione dell'ossido di tantalio con bifluoruro di potassio o idrogenodifluoruro d'ammonio secondo la seguente reazione:
{\displaystyle {\ce {Ta2O5 \ + \ 4KHF2 \ + \ 6HF -> 2K2[TaF7] \ + \ 5H2O}}}
Il metodo è stato originariamente studiato da Berzelius.
L'eptafluorotantalato di potassio può essere precipitato anche da soluzioni in acido fluoridrico, purché la concentrazione di HF sia inferiore a circa il 42%. Soluzioni aventi concentrazioni più elevate di acido fluoridrico producono esafluorotantalato di potassio [KTaF6]. Il K-sale può anche essere precipitato da una soluzione in acido fluoridrico di pentacloruro di tantalio:
{\displaystyle {\ce {5HF\ +\ 2KF\ +\ TaCl5->K2[TaF7]\ +\ 5HCl}}}

## Struttura
L'eptafluorotantalato di potassio esiste in almeno due polimorfi: {\displaystyle \alpha -\mathrm {K_{2}\left[TaF_{7}\right]} } è la forma più comune e cristallizza nel gruppo spaziale monoclino P21/c (gruppo spaziale n°14). La struttura è composta da [TaF7]2- unità interconnesse da ioni potassio. I poliedri [TaF7]2- possono essere descritti come prismi trigonali monocapped con l'atomo di capping situato su una delle facce rettangolari. Gli atomi di potassio sono 9-coordinati e possono essere visti come prismi quadrati monocapped distorti.
A temperature superiori ai 230 °C questo si converte in {\displaystyle \beta -\mathrm {K_{2}\left[TaF_{7}\right]} }, che è ortorombica (gruppo spaziale Pnma, n°62). Anche questa struttura consiste in ioni potassio e nell'anione complesso [TaF7]2-. La struttura delle unità [TaF7]2- 7-coordinate è sostanzialmente invariata. Tuttavia gli atomi di potassio ora esistono in 2 ambienti in cui si coordinano con 11 o 8 atomi di fluoro.

## Reazioni
L'eptafluorotantalato di potassio viene utilizzato principalmente per produrre tantalio metallico mediante riduzione con sodio. Questo avviene a circa 800 °C in sale fuso e procede attraverso una serie di potenziali percorsi:
{\displaystyle {\ce {K2[TaF7] \ + \ 5Na -> Ta \ + \ 5NaF \ + \ 2KF}}}
L'eptafluorotantalato di potassio è suscettibile di idrolisi. Ad esempio, una soluzione acquosa bollente di eptafluorotantalato di potassio produce ossifluorotantalato di potassio (K2Ta2O3F6), noto come "sale di Marignac". Per prevenire l'idrolisi e la co-precipitazione dell'ossifluorotantalato di potassio, alla soluzione viene aggiunto un piccolo eccesso di acido fluoridrico.